# كينت لامبرت
كينت لامبرت (بالإنجليزية: Kent Lambert)‏ هو لاعب اتحاد الرغبي نيوزيلندي، ولد في 23 مارس 1952 في Wairoa ‏ في نيوزيلندا.

## وصلات خارجية
- كينت لامبرت عل موقع إسبنسكروم (الإنجليزية)